# Șpakove, Mirhorod
Șpakove (în ucraineană Шпакове) este un sat în comuna Dibrivka din raionul Mirhorod, regiunea Poltava, Ucraina.

## Demografie
Componența lingvistică a localității Șpakove
     Ucraineană (72,73%)
     Rusă (27,27%)
Conform recensământului din 2001, majoritatea populației localității Șpakove era vorbitoare de ucraineană (72,73%), existând în minoritate și vorbitori de rusă (27,27%).